# Richard Wechsler
Richard Wechsler (* 20. Jahrhundert) ist ein US-amerikanischer Produzent für Film und Fernsehen.
Wechsler begann seine Tätigkeit im Filmgeschäft als Assistant Producer der Serie Tennisschläger und Kanonen in den Jahren 1966 bis 1968. Dann war er Ende der 1960er Jahre an der Produktion der Fernsehserien Accidental Family und My Friend Tony beteiligt, bevor er 1970 den Film Five Easy Pieces – Ein Mann sucht sich selbst mitproduzierte. Für diesen war er gemeinsam mit Bob Rafelson bei der Oscarverleihung 1971 in der Kategorie Bester Film nominiert. Im Anschluss produzierte Wechsler den 1987 erschienenen Krimi Plain Clothes – Mord in der Highschool der Regisseurin Martha Coolidge, zwei Jahre war er am Fernsehfilm Nasty Boys, inszeniert von Rick Rosenthal, beteiligt. Als Autor entwickelte Wechsler die Serie Die Ninja Cops, die 1990 anlief und die er als Consulting Producer begleitete. Seither trat er nicht unmittelbar als Produzent in Erscheinung. Wechsler ist für die in Los Angeles ansässige Design- und Produktionsfirma Entertainment Design Corporation (EDC) tätig.